# Nacional Montevideo

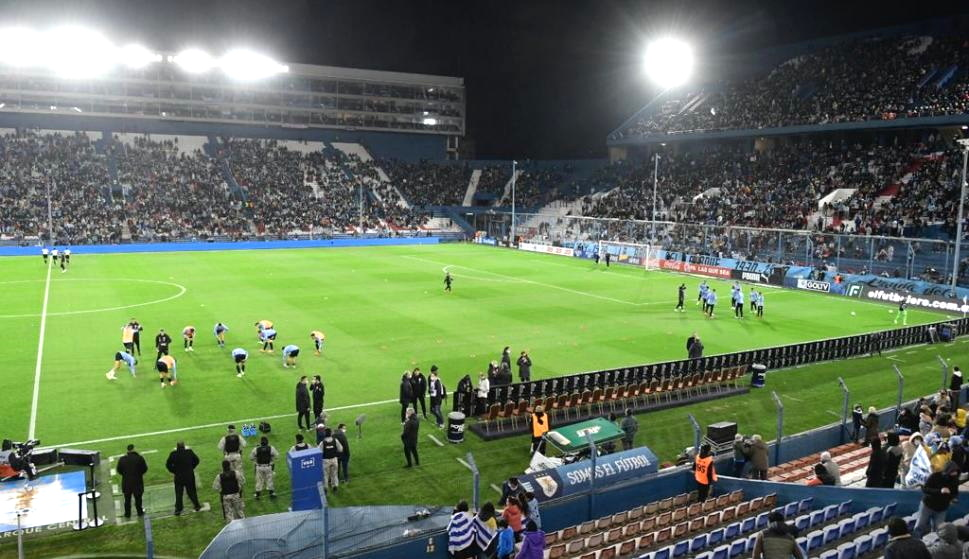
Stadion Estadio Gran Parque Central.

Nacional Montevideo (oficiálním názvem Club Nacional de Football) je sportovní klub působící v uruguayském hlavním městě Montevideo. Jeho fotbalový oddíl hraje nejvyšší uruguayskou soutěž.
Mimo kopanou provozuje např. basketbal, futsal, tenis, cyklistiku, volejbal a šachy.
Byl založen roku 1899 jako první klub na americkém kontinentě bez účasti cizinců. Vznikl fúzí klubů Montevideo FC a Uruguay AC. Nacional byl přijat do Uruguayské ligy v roce 1901. V následujícím roce získal klub svůj první ligový titul. V roce 1903 reprezentační tým Uruguaye, složený pouze z hráčů Nacional, odehrál první mezinárodní zápas proti národnímu týmu Argentiny v Buenos Aires.
Své domácí zápasy hraje na stadionu Estadio Gran Parque Central s kapacitou 33 000 míst.
Největší střelec v historii klubu je argentinský útočník Atilio García. V letech 1938–1951 sehrál za Nacionalu 438 zápasů, z toho 211 ligových a vstřelil 468 gólů, z nichž 207 bylo ligových.

## Historie
Klub byl založen 14. května 1899 po fúzi dvou klubů - Montevideo Football Club a Uruguay Athletic Bilbao. V roce 1902 získal Nacional premiérové vítězství v Uruguayské lize, které dokázal zopakovat i v následujícím ročníku. V následujících sezónách zaznamenal Nacional pokles. O devět let později triumfoval Nacional v Uruguayské lize. Nacional pak získal v letech 1912 - 1924 devět ligových titulů. V tomto období absolvoval Nacional poprvé zámořské turné. V Evropě odehrál osmatřicet zápasů s bilancí šestadvacet výher, sedm remíz a pět proher.
Ve většině 90. let klub trpěl finanční krizi a dosáhl jen málo sportovních výsledků. Vyhrál šampionát v roce 1992 skvělými výkony Julia Césara Dely Valdése a Antonia Vidala Gonzáleze. V roce 1993 vyhrál Nacional Campeonato Uruguaye, v roce 1998 vítězství na turnajích Apertura a Clausura. Bylo to vůbec poprvé, co kterýkoli klub dosáhl tento úspěch, od vzniku v roce 1994, což zopakoval pouze Danubio v sezóně 2006-07.
Nacional si udržoval základnu svého týmu tři roky za sebou (2000, 2001 a 2002). V roce 2005 se Nacional rozhodl obnovit svůj stadion Estadio Gran Parque Central. Nacional je nejúspěšnějším uruguayským týmem od počátku století, kdy vyhrál tituly 2005, 2005-06, 2008-09, 2010-11, 2011-12, 2014-15 a 2016.
Rok 2016 byl tak 46. uruguayským šampionátem, který vyhrál Nacional. V roce 2018 Nacional se kvalifikoval na Copa Libertadores, což bylo 45. vystoupení nacionalne na turnaji a dvacáté druhé po sobě a představuje absolutní rekord v historii poháru. Po rezignaci Martína Lasarte představenstvo klubu jmenovalo bývalého trenéra hvězdných a rezervních týmů Alexandra Medinu za nového trenéra hlavního týmu. V letech 1998 - 2016 získali jedenáct ligových titulů.

## Slavní hráči
| - Luis Suárez - José Leandro Andrade - José Nasazzi - Santos Urdinarán - Héctor Scarone - Pedro Petrone - Andrés Mazali - Héctor Castro - Pedro Cea - Conduelo Píriz - Emilio Recoba - Zoilo Saldombide - Ángel Romano - Alfredo Zibechi - Aníbal Paz - Sebastián Coates |  | - Schubert Gambetta - Julio Pérez - Rodolfo Pini - Eusebio Tejera - Atilio Ancheta - Diego Godín - Nicolás Lodeiro - Diego Lugano - Fernando Muslera - Álvaro Recoba - José Santamaría - Luis Cubilla - Víctor Espárrago - Julio Montero Castillo - Juan Ángel Albín |  | - Gonzalo Castro Irizábal - Facundo Píriz - Hugo de León - Yubert Lemos - Daniel Revelez - José Pintos Saldanha - Santiago Ostolaza - Ruben Sosa - Edu Marangon - Marcelo Gallardo - Luis Artime - Atilio García - Julio César Dely Valdés - Domingos da Guia |

## Úspěchy
Domácí
- 49× vítěz uruguayské Primera División[3]
  - 11× amatérská éra (1902, 1903, 1912, 1915, 1916, 1917, 1919, 1920, 1922, 1923, 1924)
  - 38× profesionální éra (1933, 1934, 1939, 1940, 1941, 1942, 1943, 1946, 1947, 1950, 1952, 1955, 1956, 1957, 1963, 1966, 1969, 1970, 1971, 1972, 1977, 1980, 1983, 1992, 1998, 2000, 2001, 2002, 2005, 2005/06, 2008/09, 2010/11, 2011/12, 2014/15, 2016, 2019, 2020, 2022)
- 8× vítěz Copa de Competencia (1903, 1912, 1913, 1914, 1915, 1919, 1921, 1923)[4]

Mezinárodní
- 3× vítěz Poháru osvoboditelů (1971, 1980, 1988)[1]
- 3× vítěz Interkontinentálního poháru (1971, 1980, 1988)[1]
- 2× vítěz Copa Interamericana (1972, 1989)
- 1× vítěz Recopa Sudamericana (1989)[5]
- 6× vítěz Copa Aldao (1916, 1919, 1920, 1940, 1942, 1946)
- 4× vítěz Copa de Honor Cousenier (1905, 1915, 1916, 1917)
- 2× vítěz Tie Cupu (1913, 1915)
- 1× vítěz Copa de Confraternidad Rioplatense Escobar-Gerona (1945)[pozn. 1][6]